# Планьорка
Планьорка (крим. Planörka, в античності Істріанос) — маловодна річка (балка) в Україні на південно-східному березі Криму, на території міської ради Феодосії, (басейн Чорного моря).

## Опис
Довжина річки 5,0 км, площа басейну водозбору 8,6 км, найкоротша відстань між витоком і гирлом — 2,84 км, коефіцієнт звивистості річки — 1,76.

## Розташування
Бере початок на північно-східній стороні від гори Дирковата (276,3 м). Тече переважно на південний схід через селищі міського типу Коктебель (у 1945–1993 роках — Планерське; крим. Köktöbel)  і впадає у Коктебельську бухту (Чорне море).

## Цікаві факти
- Водотік починається джерелом Жаба (рос. Лягушка)[4][5][6][7] (також Кади-Кой) в ущелині Кадикой-Дереса; вода джерела вся розбирається на різні потреби (з 1908 року використовувалася для водопостачання Коктебеля).
- У селищі Коктебель річку перетинає автошлях Р29 (автомобільний шлях регіонального значення на території України, Алушта — Рибаче — Судак — Коктебель — Феодосія)[1].
- Поруч з гирлом річки розташований Будинок-музей Максиміліана Волошина[1].
- На правому березі річки на відстані приблизно 3 км височать скелі Легенер і Сюрю-Кая[4].